# 安倍なつみ
安倍 なつみ（あべ なつみ、1981年（昭和56年）8月10日 - ）は、日本の歌手、女優、タレント、元アイドル。元ハロー!プロジェクトの一員で、元モーニング娘。のメンバー（1期メンバー）。愛称はなっち。
北海道室蘭市出身。身長は152cm。所属事務所はアップフロントクリエイト。元タレントの安倍麻美は実妹。一般人女性の姉がいる。夫は俳優の山崎育三郎。3児の母。

## 略歴
1981年
- 8月10日、誕生。モーニング娘。の同期メンバー飯田圭織とは2日違い（飯田の方が早い）で北海道室蘭市の同じ産院で生まれた。病院内では同じ新生児室にいたという。

1997年
- オーディション番組『ASAYAN』（テレビ東京）内の「シャ乱Q女性ロックボーカリストオーディション」（優勝は平家みちよ）の3次選考で、再発注をせずに最終候補に選ばれるものの落選。
- 同じく最終候補に選ばれた中澤裕子・石黒彩・飯田圭織・福田明日香と共に、課題曲『愛の種』を、5日間で5万枚完売すればメジャーデビュー出来ると言う条件のもと、「モーニング娘。」を結成。
- 11月30日、ナゴヤ球場で課題曲を完売。

1998年
- 1月28日、シングル「モーニングコーヒー」でメジャーデビューを果たす。
- 12月31日、モーニング娘。として第40回日本レコード大賞最優秀新人賞を獲得、『第49回NHK紅白歌合戦』に初出場。

1999年
- 12月10日、初のソロ写真集『ナッチ』を発売。

2000年
- 4月26日、アルバム『プッチベスト〜黄青あか〜』に初ソロ曲「トウモロコシと空と風」を収録。
- 5月、映画『ピンチランナー』に他のモーニング娘。メンバーと出演。
- カネボウシャンプー「SALA」のコマーシャルにソロで出演。モーニング娘。としても初めてのCM出演になった。

2001年
- 1月・3月、連続テレビドラマ『向井荒太の動物日記 〜愛犬ロシナンテの災難〜』（日本テレビ）で、ソロとしてテレビドラマ初出演。
- 12月6日、2nd写真集『なつみ』を発売。

2003年
- 1月、「モーニング娘。さくら組」の初代リーダーに就任。
- 5月2日、四角佳子（元・六文銭メンバー）とのユニット、「おけいさんと安倍なつみ（モーニング娘。）」を結成。シングルリリース。
- 6月29日、『FNS27時間テレビ』のコーナー「深夜の爆笑ヒットパレード2003」の総合司会を矢口真里と一緒に担当。
- 7月27日、ハロー!プロジェクトコンサートの最終日の公演内でプロデューサーのつんく♂よりモーニング娘。からの卒業が発表される。[5]
- 8月13日、シングル「22歳の私」でソロデビュー。
- 10月、冠番組『ハロー!モーニング。』（テレビ東京）4代目司会者に就任。

2004年
- 1月25日、Hello! Project 2004 Winter 〜C'MON! ダンスワールド〜の横浜アリーナ公演を以てモーニング娘。を卒業。本格的なソロ活動に入る。
- 2月、東京・大阪・名古屋にて初の主演ミュージカル『おかえり』開催。
- 2月4日、初ソロアルバム『一人ぼっち』を発売。
- 3月、3rd写真集『出逢い』を発売。
- 4月・6月、連続テレビドラマ『仔犬のワルツ』（日本テレビ）で、連続テレビドラマ初主演。
- 10月、後藤真希・松浦亜弥と期間限定ユニット「後浦なつみ」結成。シングル「恋愛戦隊シツレンジャー」をリリース。
- 12月、過去の写真集・エッセイ集での詩の盗用疑惑が発覚し（小室哲哉やglobe・aikoのものと似ているとされた）、2か月間活動自粛する。盗用されたとする詞を掲載していた写真集とエッセイ集2冊は発売中止・絶版、年明けに発売が予定されていたシングルは発売中止。後浦なつみとしての出場が決まっていた『第55回NHK紅白歌合戦』も出場を辞退。「ヤングタウン土曜日#備考」も参照。

2005年
- 2月、活動自粛が終わる。レビュー「むらたさ〜ん、ごきっ?」出演。レビュー終了後、『ハロー!モーニング。』にも復帰を果たす。
- 4月、後浦なつみコンサートツアー2005春「トライアングルエナジー」ツアー
- 6月、地球温暖化防止キャンペーン「熱っちぃ地球を冷ますんだっ。」安倍なつみ 歌とトークの ふれあいコンサート。4th写真集『fu（ふぅ）』を発売。
- 8月、ファンクラブ限定 ハワイツアー
- 10月、後藤真希・松浦亜弥・石川梨華と共に「DEF.DIVA」（デフ.ディバ）を結成、シングルを発売。
- 11月、単発ドラマ『たからもの』（GyaO）武田千役で主演を務める。5th写真集『アロハロ!安倍なつみ写真集』、イメージDVD『アロハロ!安倍なつみDVD』を発売。
- 12月、『第56回NHK紅白歌合戦』にDEF.DIVA及びドリームモーニング娘。で出場。

2006年
- 1月、ハロー!プロジェクトコンサートにエルダークラブとして出演。
- 3月、GyaO単発ドラマ「たからもの」DVDが発売。29日には約2年ぶりの2ndアルバム『2nd〜染みわたる想い〜』発売。
- 4月、GEORGIAの新製品『GABA』でイメージキャラクターを務める。コンサートツアー「おとめちっくBank」で飯田圭織をゲストに迎え全国を回る。ドラマコンプレックス『プリズン・ガール』（日本テレビ）で主演。
- 5月、フジテレビのスペシャルドラマ「ザ・ヒットパレード〜芸能界を変えた男・渡辺晋物語〜」で、妹で歌手の安倍麻美と共にザ・ピーナッツとして出演。
- 6月、6th写真集『ecru』発売。
- 8月、ミュージカル『リボンの騎士ザ・ミュージカル』にフランツ王子役として出演（石川梨華、松浦亜弥とのトリプルキャスト）。
- 11月、ミュージカル『白蛇伝 〜White Lovers〜』で白蛇の精、白娘/白素貞で主演を務める。

2007年
- 3月、ミニアルバム『25〜ヴァンサンク〜』、7th写真集『SCENE.安倍なつみ写真集』、イメージDVD『アロハロ!2 安倍なつみDVD』を発売。
- 6月・7月、木曜時代劇『夏雲あがれ』（NHK総合）ヒロイン恩田志保（おんだしほ）役で出演。
- 10月7日、東京都渋谷区の路上で乗用車を運転中に人身事故を起こし、東京地検に自動車運転過失傷害の疑いで書類送検されたが、相手が軽傷だったことなどを理由に起訴猶予になっている。安倍はこの年の8月までに運転免許を取得していた。それまでは事務所に反対されていたのが、OKになった[6]。
- 11月、8th写真集『Cam on』発売。

2008年
- 1月16日、安倍なつみ&矢島舞美（℃-ute）名義で「16歳の恋なんて」をリリース。
- 3月 - 5月、舞台『祝祭音楽劇トゥーランドット』（宮本亜門演出）にリュー役として出演。
- 7月、Inter FMの番組、『FIVE STARS』の月曜日担当パーソナリティに就任。
- 8月、9th写真集『End of Summer』発売。
- 8月、松山千春の63rdシングル『思ひ』のプロモーションビデオにゲスト出演。財政破綻した夕張市を励ますためのコンサートで共演したのがきっかけ。
- 9月、イメージDVD『Nac"chu"ral。』（ナッチュラル。）を発売。
- 12月10日、ソロとして初のベストアルバム『安倍なつみ 〜Best Selection〜 15色の似顔絵たち』を発売。

2009年
- 3月31日、ハロー!プロジェクトを卒業、FIVE STARS降板。ファンクラブも翌月よりM-line clubに移動。
- 4月5日 - 5月9日、舞台『三文オペラ』（宮本亞門演出）にポリー役として出演。
- 6月6日、公式ホームページがオープン。
- 11月、ジュニアベジタブル&フルーツマイスター（野菜ソムリエ）の資格を取得。

2010年
- 3月、ジュニア食育マイスターの資格を取得。
- 5月 - 6月、ミュージカル『リトルショップ・オブ・ホラーズ』にオードリー役として出演。

2013年
- 10月1日、所属事務所をアップフロントプロモーションからアップフロントクリエイトへ移籍した。

2014年
- 10月22日、初のクラシカル・クロスオーバーアルバム「光へ - Classical & Crossover - 」をリリース。

2015年
- 4月25日、関西フィルハーモニー管弦楽団と共演（同楽団の第6回奈良定期演奏会（指揮：藤岡幸夫）前半）。聴衆を前にしてのオーケストラとの共演はこれが初めて。
- 12月29日、ミュージカル『嵐が丘』（2011年7月）で夫婦役で共演した俳優の山崎育三郎と4年間の交際を経て結婚[3]。

2016年
- 2月16日、第1子の妊娠を夫・山崎との連名で発表[7]。
- 2月21日に行われたイベントをもって、ファンクラブ「M-line club」を卒業[8]。
- 7月26日、第1子となる男児を出産[9]。

2018年
- 5月10日、第11回ベストマザー賞授賞式の席上で第2子妊娠を報告[10]。
- 10月31日、第2子男児の出産を発表[11]。

2022年
- 12月27日、第3子の出産を発表[12]。

2025年
- 3月28日、ハロー!プロジェクト時代にリリースした楽曲を翌29日より各サブスクリプション型（定額制）音楽ストリーミングサービスで配信開始することを発表[13]。

## 人物
自他共に認める「究極の童顔」の持ち主。「なつみ」の名前の由来はテレビドラマ『ちょっとマイウェイ』（日本テレビ）に安倍の母親が感動し、桃井かおりが演じていた主人公の「浅井なつみ」という名前に因んで自分の娘に名付けたものである。
半期に一度の「CDTV・恋人にしたいアーティストランキング」で前人未踏のV7を達成している。
本人いわく、歌手を志したきっかけは「中学生の頃いじめ・仲間はずれ・クラス全員総シカトにあい、落ち込んでいたときに、ラジオでJUDY AND MARYの曲『小さな頃から』を聞いたこと」。現在も歌手を目指すきっかけとなったYUKI（元JUDY AND MARYボーカル）を尊敬している。
過去には、音楽情報番組『saku saku』（テレビ神奈川）が好きだと公言し、「サクサカー」だったことがある。

## 作品
後浦なつみ、DEF.DIVA、安倍なつみ&矢島舞美（℃-ute）の作品は、それぞれの項目参照。

### シングル
|      | 発売日         | タイトル                    | 楽曲制作                                                    | 最高位 | 備考 |
| ---- | -------------- | --------------------------- | ----------------------------------------------------------- | ------ | --- |
| 1st  | 2003年8月13日  | 22歳の私                    | 作詞：つんく 作曲：つんく 編曲：小西貴雄                    | 2位    | 映画『17才 〜旅立ちのふたり〜』主題歌                                                                              |
| 2nd  | 2004年6月2日   | だって 生きてかなくちゃ     | 作詞：つんく 作曲：つんく 編曲：鈴木Daichi秀行              | 7位    | 日本テレビ系土曜ドラマ『仔犬のワルツ』主題歌                                                                       |
| 3rd  | 2004年8月11日  | 恋のテレフォン GOAL         | 作詞：つんく 作曲：つんく 編曲：高橋諭一                    | 5位    | |
| 4th  | 2005年4月20日  | 夢ならば                    | 作詞：つんく 作曲：つんく 編曲：平田祥一郎                  | 6位    | |
| 5th  | 2005年8月31日  | 恋の花                      | 作詞：BULGE 作曲：BULGE 編曲：BULGE                         | 9位    | |
| 6th  | 2006年4月12日  | スイートホリック            | 作詞：BULGE 作曲：BULGE 編曲：BULGE                         | 8位    | |
| 7th  | 2006年6月28日  | ザ・ストレス                | 作詞：森高千里 作曲：斉藤英夫 編曲：上野圭一                | 14位   | 森高千里のカバー 日本コカ・コーラ「ジョージアGABA」TVCM曲                                                          |
| 8th  | 2006年10月4日  | 甘すぎた果実                | 作詞：BULGE、海老根祐子、古屋真 作曲：迫茂樹 編曲：矢野博康 | 5位    | |
| 9th  | 2007年5月9日   | Too far away 〜女のこころ〜 | 作詞：伊藤薫 作曲：伊藤薫 編曲：大久保薫                    | 15位   | 水越恵子「Too far away」（1979年アルバム「Aquarius（アクエリアス）」、1986年シングル）のカバー（歌詞が一部異なる） |
| 10th | 2007年10月24日 | 息を重ねましょう            | 作詞：久保田洋司 作曲：ヒロイズム(her0ism)                  | 13位   | |
| 11th | 2008年12月3日  | スクリーン                  | 作詞：つんく 作曲：つんく 編曲：湯浅公一                    | 29位   | テレビ朝日系「最終警告!たけしの本当は怖い家庭の医学」エンディングテーマ                                            |
| 12th | 2010年9月15日  | 雨上がりの虹のように        | 作詞：岡村孝子 作曲：岡村孝子 編曲：萩田光雄                | 22位   | |

安倍なつみ・石川梨華
- GOOD BYE HELLO!（2004年12月22日「プッチベスト5」収録）NHK単発ドラマ、ラストプレゼント主題歌

プリンちゃん
- ピ〜ヒャラ小唄
「ミラクルルン グランプリン!（ミニハムず）/ピ〜ヒャラ小唄」「一人ぼっち」に収録

千
- たからもの（2005年11月30日）

### アルバム
1. 一人ぼっち（2004年2月4日）
2. 2nd 〜染みわたる想い〜（2006年3月29日）
3. 25 〜ヴァンサンク〜（2007年3月14日）
4. 安倍なつみ 〜Best Selection〜 15色の似顔絵たち（2008年12月10日）
5. Smile...♥（2014年8月13日）
6. 光へ -classical & crossover-（2014年10月22日） - 『第56回日本レコード大賞』企画賞受賞
7. Dreams（2015年6月17日）

### 映像作品

#### イメージビデオ
- アロハロ! 安倍なつみ（2005年11月2日）
- アロハロ!2 安倍なつみ（2007年3月28日）
- Nacchural。（2008年9月23日）
- 夏 海（2010年11月3日）

#### シングルビデオ
1. 22歳の私（2003年8月13日）
2. だって生きてかなくちゃ（2004年6月2日）
3. 恋のテレフォン GOAL（2004年8月11日）
4. 夢ならば（2005年5月18日）
5. 恋の花（2005年9月7日）
6. スイートホリック（2006年4月19日）
7. ザ・ストレス（2006年7月26日）
8. Too far away 〜女のこころ〜（2007年5月30日）
9. 息を重ねましょう（2007年11月14日）
10. スクリーン（2008年12月17日）

#### PV集
1. 安倍なつみ クリップ集（2006年12月20日）

#### コンサート
1. 安倍なつみファーストコンサートツアー 2004 〜あなた色〜（2004年10月27日）
2. 安倍なつみコンサートツアー2005秋 〜24カラット〜（2006年1月25日）
3. 安倍なつみコンサートツアー2006春 〜おとめちっくBank〜（2006年8月23日）
4. 安倍なつみアコースティックライブ（2006年12月27日）
5. 安倍なつみコンサートツアー2007春 25〜ヴァンサンク〜（2007年7月11日）
6. 安倍なつみSpecial Live 2007 秋 〜Acoustic なっち〜（2008年2月6日）
7. NATSUMI ABE BIRTHDAY SPECIAL CONCERT（2008年11月5日）
8. 安倍なつみコンサートツアー2008秋 〜Angelic〜（2009年1月28日）
9. 安倍なつみSummer Live Tour2009 〜やっぱりスニーカーがすき!〜 -Tour FINAL- "新たな誓い"（2009年11月11日）
10. 安倍なつみSummer Live 2010 by the milkyway in OTODAMA（2010年7月7日）
11. 安倍なつみBirthday Live 2010 〜Velvet summer〜（2010年8月10日）
12. 安倍なつみ秋ツアー2010 〜Autumn voice〜（2010年9月10日）
13. 安倍なつみBirthday Live2012 〜thanks all〜（2012年11月9日）
14. 安倍なつみBirthday Live2013 +♪The Beating♪+（2013年11月8日）
15. 安倍なつみSummer Live 2014 〜Smile...♥〜Birthday Special（2014年11月10日）
16. 安倍なつみ Birthday Special Live 2015 at LIQUIDROOM（2015年12月16日）

#### その他
1. 安倍なつみ 〜モーニング娘。卒業メモリアル〜（2004年7月28日）
2. 安倍内閣（2011年3月23日）

## 出演

### テレビドラマ
連続ドラマ
- 向井荒太の動物日記 〜愛犬ロシナンテの災難〜（2001年1月 - 3月、日本テレビ系） - 遠藤春菜 役
- ナースマン（2002年1月19日 - 3月23日、日本テレビ系） - 坂口美和 役
- 仔犬のワルツ（2004年4月17日 - 6月26日、日本テレビ系） - 主演・桜木葉音 役
- 夏雲あがれ（2007年6月 - 7月、NHK総合） - 恩田志保 役
- 荒川アンダー ザ ブリッジ（2011年7月 - 9月、毎日放送） - P子 役
- ATARU 第10話（2012年6月17日、TBSテレビ） - 小暮桃香 / 綾香 役(二役)
- 押忍!!ふんどし部! シーズン2 〜南海怒濤篇〜（2014年1月 - 、テレビ神奈川ほか）[17] - ナビィ 役

単発ドラマ
- 24時間テレビスペシャルドラマ「最後の夏休み」（2001年8月18日、日本テレビ系） - 主演・祐子 役
- モーニング娘。新春! LOVEストーリーズ「時をかける少女」（2002年1月2日、TBS系） - 主演・芳山和子 役
- 新春ワイド時代劇「壬生義士伝〜新選組でいちばん強かった男〜」（2002年1月2日、テレビ東京系） - しづ（少女期） 役
- モーニング娘。サスペンスドラマスペシャル「三毛猫ホームズの犯罪学講座」（2002年12月28日、TBS系） - 主演・宮越友美 役
- ラストプレゼント（2003年12月21日、NHK BSハイビジョン） - 主演・雨宮京子 役
- たからもの（2005年11月、GyaO） - 主演・武田千 役
- DRAMA COMPLEX「プリズン・ガール」（2006年4月18日、日本テレビ系） - 主演・有村朋美 役
- ザ・ヒットパレード〜芸能界を変えた男・渡辺晋物語〜（2006年5月26日・27日、フジテレビ系） - 伊藤日出代（ザ・ピーナッツ） 役
- 婚約者からの遺書〜特攻隊員に捧げた60年愛〜（2006年8月27日、日本テレビ系） - 24時間テレビ内で放送された再現ドラマ

### バラエティ・情報番組
- ハロー!モーニング。（2000年4月9日 - 2007年4月1日、テレビ東京） - 四代目司会（2003年10月19日 - 2004年12月5日）
- ティンティンTOWN!（2002年7月5日 - 2004年3月26日、日本テレビ） - 声優
- 二人ゴト（2004年4月5日 - 13日・8月30日 - 9月8日、テレビ東京）
- 深海魚（2006年9月25日-29日、テレビ神奈川）
- メディア見たもん勝ち!ゼルマ（2004年7月3日 - 9月25日、フジテレビ）
- エンタ!見たもん勝ち（2004年10月2日 - 11月27日、2005年2月12日 - 3月19日、フジテレビ） - ゼルマの枠変更リニューアル
- 美女放談（2010年3月19日、テレビ東京系）[18]
- ナイトシャッフル（2015年1月18日、福岡放送）

### スポーツ
- ソルトレークシティオリンピック（2002年、TBSテレビ）
- 2002年世界フィギュアスケート選手権（2002年、TBSテレビ）

### その他の単発番組
- 松浦亜弥の台湾あやや化計画!（2002年、TBSテレビ） - ナレーション
- ふるさとエコ革命2010〜地方発! 未来への贈りもの（2010年12月23日、TBSテレビ）

### 映画
- 荒川アンダー ザ ブリッジ（2012年2月4日） - P子 役
- TOKYOデシベル（2017年） - 笹野マリコ 役
- ピンチランナー（2000年） - 峰岸あゆみ 役

### 吹き替え
- パウ・パトロール ザ・ムービー（2021年） - リバティ 役[19]
- パウ・パトロール ザ・マイティ・ムービー（2023年） - リバティ 役[20]

### イベント
- ソロデビュー記念イベント（2003年8月18日、よみうりランド）
- 5月度 ハロー!プロジェクト ファンクラブ限定イベント（2005年5月17日・19日・20日、パシフィックヘブン）
- 6月度 ハロー!プロジェクト ファンクラブ限定イベント（2005年6月22日・23日、パシフィックヘブン）
- カジュアルディナーショー（2005年7月30日・31日・8月11日・12日・15日・17日、広尾ラ・クロシェット）
- ファンクラブ会員限定 東京・大阪 ファンの集い（2005年11月26日、東京・スタジオコースト／11月27日、 大阪・シスターBRAVA!）
- サンシャインシティープリンスホテル クリスマスディナーショー2005（2005年12月20日、サンシャインシティプリンスホテル天覧の間）
- ファンクラブ会員限定 大阪・東京 ファンの集い『なっちと過ごす休日』（2006年9月10日、大阪・御堂会館／9月18日、東京・スタジオコースト）
- ファンクラブ会員限定 大阪・横浜 ファンの集い『なっちと過ごす休日3』（2008年9月20日、大阪・御堂会館／9月21日、横浜・横浜BLITZ）
- ファンクラブ会員限定 東京・大阪・横浜 一期メンバーFCイベント〜M。-1ペンタゴン・トライアングル（2010年11月13日・20日・30日）

### 舞台・ミュージカル
- ミュージカル「おかえり」（2004年2月4日 - 25日、大阪厚生年金会館 芸術ホール / 青山劇場 / 名鉄ホール）
- リボンの騎士 ザ・ミュージカル（2006年8月1日 - 27日、新宿コマ劇場） - フランツ王子 役（石川梨華・松浦亜弥とのトリプルキャスト）
- 白蛇伝〜White Lovers〜（2006年11月8日 - 26日、ル・テアトル銀座） - 白娘 / 白素貞 役
- 劇団シニアグラフィティ 昭和歌謡シアター「FAR AWAY」（2007年9月27日 - 30日、シアター1010）
- 祝祭音楽劇「トゥーランドット」（2008年3月27日 - 5月22日、赤坂ACTシアター / 梅田芸術劇場 メインホール / 御園座） - リュー 役
- 三文オペラ（2009年4月5日 - 5月9日、Bunkamuraシアターコクーン / 大阪厚生年金会館 芸術ホール）
- オフブロードウェイミュージカル『リトルショップ・オブ・ホラーズ』（2010年5月13日 - 6月21日、本多劇場ほか8都市32公演） - オードリー 役
- 安倍内閣（2010年12月22日 - 27日、本多劇場）
- 新歌舞伎座新開場記念  早乙女太一特別公演「狐笛のかなた」・「残雪の華」（2011年2月3日 - 23日、新歌舞伎座）
- 嵐が丘（2011年7月11日 - 31日、赤坂ACTシアター / 梅田芸術劇場シアター・ドラマシティ） - キャサリン 役（平野綾とのダブルキャスト）
- ミュージカル「ドラキュラ」
  - 2011年公演（2011年8月20日 - 9月18日、東京国際フォーラム ホールC / 梅田芸術劇場 メインホール） - ルーシー・ウェステンラ 役
  - 2013年公演（2013年8月23日 - 9月8日、東京国際フォーラム ホールC） - ミーナ・マレー 役[21]
- 朗読劇 私の頭の中の消しゴム
  - 4th letter（2012年5月3日 - 4日、天王洲 銀河劇場 ） - 薫 役
  - 大阪公演（2012年7月15日、梅田芸術劇場 シアター・ドラマシティ） - 薫 役
  - 7th letter（2015年4月29日・5月4日、天王洲 銀河劇場） ‐ 薫 役
- 観る朗読劇「100歳の少年と12通の手紙」（2012年9月22日、東京グローブ座） - オスカー 役
- 祈りと怪物〜ウィルヴィルの三姉妹〜（2012年12月9日 - 2013年1月14日、Bunkamuraシアターコクーン / シアターBRAVA!）
- NIPPON文学シリーズ「耳なし芳一」（2013年4月13日 - 21日、KAAT神奈川芸術劇場ホール） - 少年 / 安徳天皇 役[22]
- リーディングドラマ「辻仁成　その後のふたり」（2013年5月3日、兵庫県立芸術文化センター）[23] ｰ 七海 役
  - 再演 （2014年7月21日、東京グローブ座） ｰ 七海 役
- リーディングドラマ『Re:（アール・イー）』（2013年10月20日、CBGKシブゲキ!!）
- Paco〜パコと魔法の絵本〜 from「ガマ王子vsザリガニ魔人」（2014年2月7日 - 3月21日、シアタークリエほか8都市37公演） - 光岡 役[24]
- あの頃僕らはペニーレインで（2014年5月3日 - 6日、日本橋三井ホール） - ミーコ 役

### ラジオ番組
- 安倍なつみのスーパーモーニングライダー（1999年10月7日 - 2000年12月28日、TOKYO FM）
- ヤングタウン土曜日（2000年10月 - 2002年3月、MBSラジオ）
- モーニング娘。安倍なつみのエアモニ。（2001年10月 - 2003年3月、文化放送）
- TBC FUNふぃーるど・モーレツモーダッシュ（2005年8月29日 - 9月2日、東北放送）
- GOTCHA!〜 Fun's Radio（2007年9月 - 11月、AIR-G'）
- FIVE STARS（2008年7月 - 2009年3月、Inter FM、月曜日担当）
- 安倍なつみ「あなたに会えたら」（2009年4月3日 - 2016年3月27日[25]、bayfm、毎週日曜日）
- 今日は一日“ハロプロ”三昧（2019年8月16日、NHK FM） - コメント出演

### CM
- カネボウ「SALA」（2000年）
- 大塚製薬「カロリーメイトゼリー」（2004年6月 - 8月）
- 日本コカ・コーラ
  - 「ジョージア GABA」（2006年）
  - 「ジョージア ご褒美ブレイク」（2010年） - アフタヌーン娘δとして

- ミルクランド北海道（2006年 - 、ナレーションのみ）

### MV
- サザンオールスターズ「天国オン・ザ・ビーチ」（2014年）

### コンサート

#### 単独コンサート
- 安倍なつみ ファーストコンサートツアー 2004 〜あなた色〜（2004年6月12日 - 30日、3都市11公演、ゲスト：中澤裕子、保田圭）
- 安倍なつみ コンサートツアー 2004 〜あなた色プレミアム〜（2004年8月28日 - 11月29日、19都市27公演、ゲスト：中澤裕子、保田圭）
- 地球温暖化防止キャンペーン「熱っちい地球を冷ますんだっ。」安倍なつみ 歌とトークの ふれあいコンサート（2005年6月11日 - 8月14日、7都市14公演、ゲスト：保田圭、℃-ute）
- 安倍なつみ コンサートツアー 2005秋 〜24カラット〜（2005年9月18日 - 11月19日、7都市16公演、ゲスト：カントリー娘。）
- 安倍なつみ コンサートツアー 2006春 〜おとめちっくBANK〜（2006年4月22日 - 6月18日、9都市22公演、ゲスト：飯田圭織）
- 安倍なつみ コンサートツアー 2007春 25〜ヴァンサンク〜 （2007年4月14日 - 5月5日、5都市12公演）
- 安倍なつみSpecial Live 2007 秋 〜Acoustic なっち〜（2007年10月29日 - 11月27日、7都市9公演）
- 横浜開港150周年記念 安倍なつみ Special Live 2008夏〜Acoustic なっち〜（2008年6月29日 関内ホール）
- 安倍なつみ Special Live 2008夏〜Acoustic なっち〜（2008年6月30日 - 7月26日、7都市8公演）
- 安倍なつみ Birthday! SPECIAL! Concert〜（2008年8月10日、中野サンプラザ2公演）
- 安倍なつみ コンサートツアー 2008秋 〜Angelic〜 （2008年10月11日 - 11月9日、4都市8公演）
- 安倍なつみ Summer Live Tour 2009 〜やっぱりスニーカーがすき!〜 （2009年6月6日 - 8月1日、12都市22公演）
- 安倍なつみ Summer Live Tour 2009 〜やっぱりスニーカーがすき!〜 今夜はMilky Way スペシャル!!（2009年7月7日、音霊 OTODAMA SEA STUDIO）
- 河口湖ステラシアター15年記念 安倍なつみ Summer Live Tour 2009 〜やっぱりスニーカーがすき!〜 ‐Tour FINAL‐“新たな誓い”（2009年8月8日、河口湖ステラシアター）
- 安倍なつみ 〜by the Milky Way〜 in OTODAMA SEA STUDIO（2010年7月7日、音霊 OTODAMA SEA STUDIO）
- 安倍なつみ Birthday Live 2010〜Velvet Summer〜（2010年8月10日、Shibuya O-EAST）
- 安倍なつみ Live Tour 2010 〜Autumn Voice〜（2010年9月11日 - 10月2日、7都市13公演）
- 安倍なつみ Birthday Party 2011〜いくつになってもなっちだよ スペシャル〜（2011年8月10日、SHIBUYA-AX）
- 安倍なつみ Sparkling Live 2012  〜 Big Up ! 〜（2012年6月2日、Shibuya O-EAST）
- 安倍なつみ Birthday Live2012 〜thanks all〜（2012年8月10日、SHIBUYA-AX）
- Abe Natsumi Special Live 2013 〜twinkle night〜（2013年3月15日 - 18日、3都市8公演）

#### その他のコンサート
- Hello! Project 2004 Summer 〜夏のドーン〜（2004年7月17日 - 8月1日、3都市12公演）
- 愛・地球博前夜祭記念スペシャルコンサート モーニング娘。コンサートツアー2005春 〜第六感 ヒット満開!〜（2005年3月19日 - 21日、名古屋国際会議場センチュリーホール） - ゲスト出演
- 後浦なつみコンサートツアー2005春「トライアングルエナジー」（2005年4月10日 - 5月8日、5都市14公演）
- Hello! Project 2005 夏の歌謡ショー 〜'05 セレクション! コレクション!〜（2005年7月10日 - 24日、3都市8公演）
- Hello! Project 2006 Winter 〜エルダークラブ〜（2006年1月2日 - 22日、3都市14公演）
- Hello! Project 2006 Winter 〜全員集GO!〜（2006年1月28日・29日、横浜アリーナ 3公演）
- ハロ☆プロオンステージ! 2006日本青年館公演「友情と魔法のトランプ〜スター楽屋裏物語〜」（2006年2月15日 - 19日、日本青年館 7公演）
- Hello! Project 2007 Winter 〜エルダークラブ The Celebration〜（2007年1月5日 - 20日、3都市11公演）
- Hello! Project 2007 Winter 〜集結! 10th Anniversary〜（2007年1月27日・28日、横浜アリーナ 3公演）
- Hello! Project 2007 Summer 10th アニバーサリー大感謝祭 〜ハロ☆プロ夏祭り〜（2007年7月15日 - 29日、3都市11公演）
- Hello! Project 2008 Winter 〜かしまし エルダークラブ〜（2008年1月5日 - 19日、3都市9公演）
- Hello! Project 2008 Winter 〜決定! ハロ☆プロ アワード'08〜（2008年1月26日・27日、横浜アリーナ 3公演）
- Japan Festa in Bangkok 2008 安倍なつみミニライブ（2008年8月31日、 タイ・バンコク、Parc Paragon）
- Hello! Project 2009 Winter エルダークラブ公演 〜Thank you for your LOVE!〜（2009年1月10日 - 24日、3都市8公演）
- Hello! Project 2009 Winter 決定! ハロ☆プロ アワード'09 〜エルダークラブ卒業記念スペシャル〜（2009年1月31日・2月1日、横浜アリーナ 3公演）
- Hello! Project COUNTDOWN PARTY 2013 〜GOOD BYE & HELLO!〜（2013年12月31日、中野サンプラザ）[26]
- Japan Festa in Bangkok 2014 安倍なつみミニライブ（2014年8月31日、 タイ・バンコク、Central World Square）
- Hello! Project 20th Anniversary!! Hello! Project 2018 WINTER 〜FULL SCORE〜（2018年1月28日、愛知県芸術劇場 大ホール）[27] - モーニング娘。初期メンバー5人でサプライズゲスト出演
- Hello! Project 20th Anniversary!! Hello! Project ひなフェス 2018「Hello! Project 20th Anniversary!! プレミアム」（2018年3月31日、パシフィコ横浜 展示ホールA/B）[28] - モーニング娘。初期メンバー5人でゲスト出演
- モーニング娘。'23 コンサートツアー秋「Neverending Shine Show」SPECIAL（2023年11月28日、横浜アリーナ） - ゲスト出演

## 書籍

### 写真集
- ナッチ（1999年12月10日）
- なつみ（2001年12月6日）
- 出逢い（2004年2月25日）
- fu（ふぅ）（2005年6月）
- アロハロ!安倍なつみ写真集（2005年11月）
- ecru（2006年6月）
- SCENE.安倍なつみ写真集（2007年3月）
- Cam on（2007年11月）
- End of Summer（2008年8月）
- 夏・美（2010年10月30日）
- Subway（2012年7月14日、ワニブックス）ISBN 978-4-8470-4476-2[29]
- Finの人（2015年11月14日、ワニブックス）ISBN 978-4-8470-4801-2[30]

## 参加ユニット
- モーニング娘。（1997年 - 2004年）
  - モーニング娘。さくら組（2003年 - 2004年）
  - モーニング娘。誕生10年記念隊（2007年）
  - モーニング娘。20th（2017年 - 2018年）[注釈 3]
- シャッフルユニット
  - 黄色5（2000年）
  - 10人祭（2001年）
  - おどる♥11（2002年）
  - SALT5（2003年）
  - H.P.オールスターズ（2004年）
- ポッキーガールズ（2002年）
- おけいさんと安倍なつみ（モーニング娘。）（2003年）
- 後浦なつみ（2004年 - 2005年）
- DEF.DIVA（2005年 - 2007年）
- 安倍なつみ&矢島舞美（℃-ute）（2008年）
- アフタヌーン娘δ（2010年）
- ドリームモーニング娘。（2011年 - ）